# Joshua Millner
Joshua Kearney Millner (5. července 1847, Dublin – 16. listopadu 1931, Rathmines) byl irský sportovní střelec reprezentující Velkou Británii, který na letních olympijských hrách v Londýně 1908 zvítězil v závodě na 1000 yardů s libovolnou puškou, čímž se ve věku 61 let a 4 dnů stal nejstarším olympijským vítězem v individuálním závodě. Na stejných olympijských hrách ještě také obsadil 9. místo ve střelbě na běžící terč a 15. místo ve střelbě na běžící terč na 2 výstřely.